# Södergården, Norrköping
Södergården är ett äldreboende i Norrköping i stadsdelen Hageby som drivs i privat regi av Attendo. Vann 2007 pris som årets äldrebonde av Sveriges Pensionärers Riksförbund efter en bedömning utifrån ett antal olika kriterier. På boendet finns 35 stycken boende, varar 11 med särskilda behov relaterat till demenssjukdom. Alla boende har en egen uteplats och har närhet till en trivsam miljö liksom andra samhällstjänster.

58°34′22.51″N 16°11′44.15″Ö / 58.5729194°N 16.1955972°Ö